# Décio Antônio
Décio Antônio Corazza, mais conhecido como Décio Antônio (Tapera, 11 de junho de 1961) é um ex-futebolista brasileiro.

## Carreira
Décio Antônio iniciou sua carreira nas categorias de base do Inter de Porto Alegre no ano de 1978, aonde conquistou alguns títulos nas divisões em que passou.
Logo após se tornar profissional, no ano de 1981, foi transferido ao Inter de Lages disputando o Campeonato Catarinense e depois, no ano seguinte, ao Aimoré, aonde foi vice-campeão e artilheiro com 22 gols da Segunda Divisão do Campeonato Gaúcho.
Sendo apontado como uma grande revelação do futebol brasileiro aos 21 anos de idade, Décio Antônio chegou no Avaí em outubro de 1983. Foi aí que o jogador começou a despontar a nível nacional. Nos cinco anos em que permaneceu no clube catarinense, conquistou o grande feito de, até hoje, ser considerado um dos grandes ídolos do clube.
No ano de 2006, após grandes apresentações frente ao Avaí, começam a surgir propostas de grandes clubes brasileiros para contar com o futebol de Décio Antônio. Vasco da Gama, Atlético Mineiro e Santos lançam suas propostas, mas nenhum deles pode pagar o valor de Cr$ 800 milhões referente ao valor de seu passe.
No final do ano de 1987 o Vitória de Guimarães, a procura de um substituto a altura do ídolo Paulinho Cascavel, paga o alto valor atribuído ao craque Décio Antônio e leva o jogador para a Europa. Sua estreia foi em setembro de 1987, num jogo amistoso que marcava a inauguração da iluminação artificial do Estádio Municipal de Guimarães em que o Vitória venceu pelo placar de 1 a 0, gol do meia português Carvalho.
Já sua estreia em jogos oficiais com a camisa do Vitória, ocorreu dias depois em 27 de setembro de 1987 pela quinta rodada do Campeonato Português, quando a equipe vimaranense venceu o Portimonense em Algarve por 4 a 1 com dois gols de Décio Antônio.
O tempo foi passando e os gols foram ficando escassos, com isso, Décio Antônio perde a titularidade no Vitória passando a ser utilizado durante as partidas. Mesmo assim, terminou o Campeonato Nacional como o terceiro maior artilheiro da equipe com 7 gols em 16 jogos, atrás somente de Ademir que marcou 15 gols e Caio Júnior com 8 gols.
No final da temporada 1987/88, o jogador foi colocado na lista de dispensas do clube mas, com a chegada do novo técnico Geninho para a temporada 1988/89, Décio volta a ser titular. Na sequencia do Campeonato Nacional perde a titularidade, mesmo assim, fecha a temporada com a marca de 21 jogos e 5 gols marcados.
Na temporada seguinte, Décio Antônio acertou sua rescisão amigavelmente com o Vitória e segue ao Elvas CAD para a disputa da Segunda Divisão do Campeonato Nacional. A equipe terminou em 4º lugar e foi promovida à 2ª Divisão de Honra 1990/1991.
Em Portugal, passou ainda por Atlético CP e Esperança de Lagos.
Já veterano, regressou ao Brasil para atuar no Tubarão FC de Santa Catarina e depois retornou ao Avaí no ano de 1994, clube que proporcionou a Décio Antônio sua maior projeção na carreira. No clube de Florianópolis, conquistou dois títulos e encerrou sua carreira.
Após abandonar a carreira, Décio Antônio continuou ligado ao futebol numa rápida experiência como treinador no Tiradentes. Atualmente é comentarista esportivo na Rádio Guarujá e diretor da DAM Publicidade Marketing, além de representar a Empresa Rogon da Alemanha no agenciamento de jogadores. Regularmente também disputa partidas amistosas pelo time master do Avaí.

## Títulos
Vitória de Guimarães
- Supertaça de Portugal: 1987–88

Avaí
- Campeão Catarinense (2ª divisão): 1994
- Campeão Catarinense - 1997

## Artilharia
Aimoré
- Campeonato Gaúcho (2ª divisão): 1982 (22 gols)